# $LIBRA
$LIBRA es una criptomoneda creada el 14 de febrero de 2025, como parte del proyecto «Viva la libertad». La criptomoneda fue promocionada por el presidente de Argentina, Javier Milei, a través de sus redes sociales verificadas, donde se incluía el código cripto para poder acceder a la compra de la criptomoneda. La criptomoneda fue desarrollada por Kelsier Ventures, propiedad de Hayden Mark Davis y de su padre Tom Davis. La criptomoneda resultó con ganancias millonarias para los fundadores y pérdidas masivas para las personas que invirtieron en ella, desatando un escándalo político en torno a Javier y Karina Milei, y denuncias de estafa por parte de los inversores defraudados.
Pocos minutos después de creada, el valor de la criptomoneda aumentó un 1200%, pasando de 0,000001 a 5,20 dólares, para desplomarse inmediatamente y perder casi todo su valor. Según informó la plataforma Solana, tres horas después, las nueve cuentas fundadoras de la criptomoneda ganaron 286 millones de dólares a costa de 74.000 personas que invirtieron en la criptomoneda y vieron desaparecer su valor, en una operación con características de estafa de salida. La criptomoneda llegó a alcanzar a las 19:40 hora de Argentina, un valor 4,4 mil millones de dólares estadounidenses antes de derrumbarse y perder el 95% de ese valor: el conocido sitio Coin Desk, especializado en bitcoin y monedas digitales, calificó la operación como «la mayor y más rápida destrucción de riqueza en la historia del comercio».
El 15 de febrero se presentó públicamente por su canal de X el empresario estadounidense Hayden Mark Davis, también conocido como Kelsier, propietario de la empresa Kelsier Ventures. Davis se presentó como «parte» del proyecto $LIBRA y «asesor» de Milei, culpó al presidente argentino y su equipo por «retirar su apoyo» al proyecto «pese a los compromisos previos» y se comprometió a reunir todos los dólares que pueda para «reinyectarlos» en $LIBRA. Otras personas vinculadas a $LIBRA son los argentinos Mauricio Novelli y Manuel Terrones Godoy, organizadores desde 2024 del foro Tech Forum en Argentina. Chaofan Shou, cofundador de la empresa Fuzzland, aportó la información de que el fabricante de mercado de $LIBRA opera desde Delhi, India, y que también participó en la criptomoneda Melania Meme, lanzada por Melania Trump un día antes de que su esposo asumiera como presidente de Estados Unidos.

## Hechos
Poco más de una semana antes del lanzamiento de $LIBRA, Diógenes Casares, experto en finanzas descentralizadas (DeFi) y cofundador de Stream Finance, redactó un informe mencionando rumores «de que se estaba creando una moneda meme centrada en Milei», mencionando incluso la existencia de sobornos, pero pensó que no eran reales. El analista estadounidense Nick O’Neill contó que «Javier Milei y su equipo trabajaron durante semanas en el lanzamiento de un token» y sostuvo «con 100% de certidumbre» que hubo pagos involucrados en el desarrollo y lanzamiento de $LIBRA.
El 14 de febrero de 2025, a las 18:58 Hayden Davis creó el token «$LIBRA» (derivado de «libertad»), sin publicitar el acto, como parte de un proyecto denominado «Viva la libertad». Tres minutos después, el presidente de Argentina, Javier Milei, publicó en sus cuentas oficiales en Instagram, X y Facebook, un posteo promocionando el proyecto y la criptomoneda $LIBRA en la plataforma Solana, incluyendo la dirección del contrato para comprar la criptomoneda recién lanzada, dejando el posteo fijado en su perfil. A su promoción se sumaron publicaciones de apoyo de miembros del gobierno como Martín Menem y José Luis Espert. Inmediatamente después de la publicación de Milei, $LIBRA comenzó a cotizar en alza, aumentando en 40 minutos de 0,000001 dólares a valer 5,20. Los fundadores de Libra poseían el 70 % del circulante y al alcanzar cierta cotización, vendieron abruptamente sus tenencias y provocaron una caída del 85 % del valor de la criptomoneda. Tres horas después, las nueve cuentas fundadoras de la moneda ganaron unos 87 millones de dólares a costa de un estimado de 50 000 personas que compraron la moneda y vieron desaparecer su valor, en una operación con características de estafa de salida, comúnmente conocida como «rug pull» (en español: 'tirón de alfombra').
El 15 de febrero, a las 00:38 horas (7 horas después de su posteo promocional), Milei afirmó que había publicitado la iniciativa privada sin estar interiorizado en los pormenores del proyecto y que tras hacerlo, había tomado la decisión de eliminar su publicación. Simultáneamente, la empresa KIP Protocol (propiedad de Julian Peh. ) emitió un comunicado en donde se separaban de la situación, aclarando que sólo proveían infraestructura técnica para la segunda parte del proyecto, que beneficiaria las pymes Argentinas y que el proyecto la moneda y su ejecución eran responsabilidad de Kelsier.El dueño de Kelsier, Hayden Davis, publicó un comunicado en donde declaraba haber sido asesor del gobierno argentino, que los miembros del gobierno le habían asegurado que iban a apoyar el proyecto y en donde calificaba de abrupta la decisión del gobierno de borrar su publicación de apoyo, asegurando que los inversores de Libra se sintieron traicionados ante este suceso. Milei negó conocer a Novelli, sin embargo los medios publicaron que el Milei y Novelli se reunieron en la Casa Rosada el 20 de septiembre del año 2024 Novelli había visitado la Casa Rosada para una reunión en el despacho presidencial, Novelli quien se encargó del armado de «Viva la Libertad Project», con una página web lanzada el mismo día, una casilla de correo de contacto de gmail y los bots preparados para operar compras apenas el presidente tuiteara el mensaje. La relación de ambos provenía de Generación Zoe, proyecto que tenía Leonardo Cositorto, posteriormente detenido por estafas. Hasta incluso adentrada la gestión libertaria, Milei seguía promocionando este emprendimiento en sus redes sociales.
Tras este hecho, diputados de Unión por la Patria anunciaron la intención de convocar un proceso de juicio político y fue denunciado penalmente bajo la acusación de violación de los deberes de funcionario público. La respuesta por parte del gobierno fue pedir a la Oficina Anticorrupción (OA), dependiente del Poder Ejecutivo, que determine si existió una conducta impropia del gobierno en el hecho, y crear dentro de la órbita de la Presidencia una nueva repartición denominada «Unidad de Tareas de Investigación» (UTI) para que se investigue todo el proyecto $LIBRA.
El 17 de febrero de 2025, un estudio jurídico argentino que opera en los Estados Unidos y asesora a víctimas de la estafa con la criptomoneda $LIBRA, denunció a Milei entre otros responsables, ante el Departamento de Justicia de ese país y el FBI.
Solana post explica cómo 74 698 traders perdieron 286 millones de dólares por el lanzamiento de $Libra y alerta que el presidente nuevamente volvió a impulsar la compra de la criptomoneda por un retweet en su cuenta oficial de X.
El 22 de febrero el fiscal federal Eduardo Taiano imputó formalmente al presidente Javier Milei por los delitos de estafa, tráfico de influencias y negociaciones incompatibles con la función pública.
El 9 de marzo de 2025, la controversia continuó cuando se conocieron más datos de la vida de los empresarios fundadores  de Kelsier ventures, Hayden Mark Davis y su padre Tom Davis, este último con antecedentes de haber sido condenado a prisión por estafas financieras.
El 11 de marzo de 2025, se pidió la captura internacional y la alerta de Interpol para arrestar a Hayden Davis. Según la Jueza Arroyo Salgado, el tuit de Milei fue determinante para otorgarle legitimidad a la criptomoneda, ya que fue publicado desde la Quinta de Olivos.
El 7 de agosto de 2025, la exministra de Relaciones Exteriores de Argentina, Diana Mondino, declaró en una entrevista con Al Jazeera que el presidente Javier Milei “no debería haber publicado” el enlace a la criptomoneda $LIBRA y afirmó que, por ese hecho, “o no es muy inteligente o era una especie de corrupto”. Las declaraciones fueron ampliamente difundidas en medios y redes sociales.